# Dávid Katalin (művészettörténész)
Dávid Katalin (Szeged, 1923. augusztus 16. – Budapest, 2023. szeptember 22.) Széchenyi-nagydíjas és Széchenyi-díjas művészettörténész, a Magyar Művészeti Akadémia rendes tagja (2011), 1954-ben megalapítója volt a Művészettörténeti Dokumentációs Központnak, 1966-tól a Magyar Nemzeti Múzeum, majd a Magyar Nemzeti Galéria tudományos főmunkatársa volt. 1970-ben kinevezték az Egyházi Gyűjtemények Szakfelügyelete vezetőjének. Több száz tanulmánya, könyve jelent meg magyar, angol és német nyelven.
Integráló személyisége minden időkben képes volt a legkülönbözőbb világnézetű és hitű embereket nemes célokért mozgósítani. Tudós- és művésznemzedékek vallják nevelőjüknek és útmutatójuknak. Munkásságát Magyarország és a Vatikán magas szakmai és társadalmi díjakkal ismerte el. Nyolcvanadik születésnapján II. János Pál pápa saját kezűleg aláírt oklevéllel köszöntötte és audienciáján fogadta.

## Családja és tanulmányai
Édesapja, Dávid Lajos, a kolozsvári egyetem professzora volt, majd – Klebelsberg Kuno felkérésére, akivel közeli barátok voltak – a szegedi egyetemi gyógyszertár és gyógyszerészeti intézet megalapítója és a gyógyszerészeti kar dékánja lett. Dávid Katalin 1941-ben érettségizett Szegeden. Ugyanitt járt egyetemre is, 1948-ban bölcsészdoktori oklevelet szerzett; később elvégezte a katolikus teológiát is, miután elhatározta, hogy keresztény, szakrális ikonográfiával akar foglalkozni. 1948-ban doktorált művészettörténetből, esztétikából és régészetből. Meghatározó mesterei: Kerényi Károly (klasszika-filológia, antik görög kultúra), Sík Sándor (esztétika), Bálint Sándor (néprajz), Felvinczi Takács Zoltán (művészettörténet) voltak.
Férje, Hidvégi György (1922–2016) okleveles könyvvizsgáló-könyvszakértő, az Állami Biztosító Közületi Igazgatóságát vezette. Hidvégi György a Magyar-Izraeli Baráti Társaság alapítója és örökös elnöke. Fia, Hidvégi Máté (1955) biokémikus, a világszerte elismert Avemar és Oncomar Archiválva 2021. január 28-i dátummal a Wayback Machine-ben feltalálója. Két unokája és egy dédunokája van.

## Tudományos munkássága
1974-ben lett a művészettörténeti tudományok kandidátusa. Tudományos pályája legelején, 1948-ban a Szegedi Tudományegyetem tanársegédeként dolgozott, de ezt hamarosan felváltotta az egyetemi szférán kívüli tudományos tevékenység: 1951–1954 között a Magyar Művészettörténeti Munkaközösség tudományos munkatársaként dolgozott. 1954-ben a Művészettörténeti Dokumentációs Központ vezetője lett, 1978-tól ismét az oktatás került előtérbe amellett, hogy tudományos munkásságát is töretlen lendülettel folytatta: 21 éven keresztül a Pázmány Péter Hittudományi Akadémián az ikonográfia és a tipológia egyetemi tanáraként dolgozott.
Több évkönyvet és sorozatot szerkesztett: 1952–53-ban a Magyar Művészettörténeti Munkaközösség Évkönyvét, 1953–1960 között a Művészettörténeti Tanulmányokat, 1962–1964 között a Művészettörténeti Dokumentációs Központ Közleményeit, 1971-től a Mai Magyar Művészet című sorozatot. 

## Közéleti tevékenysége
Dávid Katalin közéleti tevékenységeit is vállalt: 1949 óta a Magyar Képzőművészek Szövetségének alapító tagja, majd a Művészeti Írói Szakosztály titkára, 1997-től a Magyar Művészeti Akadémia tagja, ezen kívül a Szent István Tudományos Akadémia rendes tagja. Dávid Katalin integráló személyisége a legkülönbözőbb világnézetű- és hitű embereket képes minden időkben nemes célokért mozgósítani. Tudós- és művésznemzedékek vallják nevelőjüknek és útmutatójuknak.

## Díjai, elismerései
- Szocialista Kultúráért kitüntetés (1955)
- Móra Ferenc-emlékérem (1984)
- A Magyar Köztársasági Érdemrend tisztikeresztje (1993)
- Széchenyi-díj (1995) – Tudományos életműve, a hazai művészettörténeti kutatás megteremtése és az egyházi gyűjtemények érdekében kifejtett tevékenysége alapján.
- Magyar Örökség díj (1997)
- Stephanus-díj (2003)
- Belváros-Lipótváros díszpolgára (2003)
- Szent Adalbert-díj nagyérem fokozata (2005)
- Prima díj (2010)
- Budapest díszpolgára (2013)[5]
- A Magyar Művészeti Akadémia életműdíja (2013)
- Széchenyi-nagydíj (2021)

Dávid Katalint nyolcvanadik születésnapja alkalmából II. János Pál pápa saját kezűleg aláírt oklevéllel köszöntötte és audiencián fogadta. Dávid Katalin tiszteletére, kilencvenedik születésnapja alkalmából, Ránki Dezső, Klukon Edit és Ránki Fülöp zongorakoncertet adtak az otthonukban, Esterházy Péter „Joseph Haydn: A Megváltó hét szava a keresztfán” című, Dávid Katalinnak ajánlott kéziratos művét adta ajándékba.

## Főbb művei
- Emlékiratok; Szt. István Társulat, Bp., 2019
- Egy katolikus a migrációról; Szt. István Társulat, Bp., 2017
- Vasfüggönyös kereszténység. A Művészettörténeti Dokumentációs Központ; Szt. István Társulat, Bp., 2017
- Soah. Emlékeim a vészkorszak idejéből; Szent István Társulat, Bp., 2014
- Egy keresztény értelmiségi Európára néz. Budapest, Szent István Társulat. 2013
- A kereszt teológiai és ikonográfiai értelmezése az első évezredben. Budapest, Szent István Társulat. 2011
- Isten anyja a tipológiában – Egy asszony, öltözete a Nap. Budapest, Szent István Társulat. 2008 (A könyv borítóját Makovecz Imre tervezte.)
- Róma. Budapest, Szent István Társulat. 2006
- Mózes. Gondolatok Mózesről Freud Mózes-tanulmányával kapcsolatban; Szt. István Társulat, Bp., 2006
- Kereszténység és kultúra. Budapest, Szent István Társulat. 2006
- A szép teológiája, mint a művészeti érték megközelítésének módszere. Budapest, Szent István Társulat. 2006
- A római Santa Maria Maggiore 5. századi újszövetségi mozaikjainak ikonográfiája az Efezusi Zsinat tükrében. Budapest, Szent István Társulat. 2005
- A kereszt mint jel és ereklye az Árpád-kori Magyarországon; Szt. István Társulat, Bp., 2003 (Haza a magasban)
- Bibliai jelképek kézikönyve – A teremtett világ misztériuma. Budapest, Szent István Társulat. 2002
- A megváltás tipológiája. Budapest, Jel Kiadó, 1996
- Dávid Katalin (szerk.): Anna Margit – Ámos Imre (katalógus). Szentendre, Pest Megyei Múzeumok Igazgatósága, 1984
- Treasures in Hungarian Ecclesiastical Collections. Budapest, Corvina Kiadó, 1982
- Sakrale Kunstschaetze in Ungarn. Budapest, Corvina Kiadó, 1982
- Magyar egyházi gyűjtemények kincsei. Budapest, Corvina Kiadó, 1981
- Anna Margit. Budapest, Corvina Kiadó, 1980
- Dávid Katalin, Kovács Endre: Magyarország-Lengyelország, A barátság ezer éve. Budapest, Corvina Kiadó – Warszawa, Krajowa Agencija Wydawnicza, 1978
- Az Árpád-kori Csanád vármegye művészeti topográfiája. Budapest, Akadémiai Kiadó, 1974
- Bernáth Aurél két falképe. Budapest, Képzőművészeti Alap Kiadóvállalata, 1973
- Engelsz József. Budapest, Képzőművészeti Alap Kiadóvállalata, 1972
- Masaccio. Budapest, Corvina Kiadó, 1972
- Moore. Budapest, Corvina Kiadó, 1968
- Foto Székely Aladár. Budapest, Corvina Kiadó, 1968
- Chagall. Budapest, Corvina Kiadó, 1966
- Dávid Katalin (szerk.): Rabinovszky Máriusz (Válogatott művészeti írások). Budapest, Corvina Kiadó, 1965
- Dávid Katalin (ford., előszó, jegyzetek): van Gogh válogatott levelei. Budapest, Képzőművészeti Alap Kiadóvállalata, 1964
- van Gogh. Budapest, Corvina Kiadó, 1963
- Domján József színes fametszetei. (Előszó: Tamási Áron) Budapest Képzőművészeti Alap Kiadóvállalata, 1955
- Courbet. Budapest, Képzőművészeti Alap Kiadása, 1953